# 楊阜
楊 阜（よう ふ、生没年不詳）は、中国後漢末期から三国時代の武将、政治家。魏に仕えた。字は義山。涼州漢陽郡冀県の人。父と子の名は不明。孫は楊豹。従弟は楊謨・楊岳。外兄は姜叙。『三国志』魏志に伝がある。

## 生涯

### 涼州に仕える
若い頃、同郡の尹奉や趙昂とともに名を馳せたという（『魏略』）。
曹操と袁紹が争っていた頃、州牧韋端の命により従事の資格で許都に赴き、安定郡の長史に任命された。帰還した後、曹操の勝利を確信し、その事を地元の諸将に伝えている。
長史の任務が合わず辞職したが、韋端が太僕に任命され、その子の韋康が涼州刺史となると、別駕として召し出された。孝廉となり、丞相府より召された事もあったが、涼州側は上奏して留め置き、参軍とした。

### 涼州騒乱
潼関の戦いで曹操に敗れた馬超は西方に逃れたが、その名声により羌族をはじめとした諸蛮族を掌中にし、再起を図っていた。この時、楊阜は曹操に対し韓信・黥布の例に擬えて、馬超の攻撃に対応する防備を厳重にするよう進言した。だが、同時期に河間で蘇伯らの反乱があったため、曹操は兵を引き揚げてしまった。
その後、馬超は隴上への侵攻を開始し、冀城を除く諸県が馬超に呼応した。冀城には韋康や諸郡の太守らが拠ったが、間もなく馬超は1万の兵を率いて冀城を攻撃した。漢中の張魯も馬超に援軍として楊昂を派遣していた。楊阜は城内の士大夫の子弟の内から、戦争ができる者を1000人ほど集めて即席の軍隊とし、従弟の楊岳に城壁の上に偃月の陣を敷き馬超に抵抗させた。
8ヶ月程抵抗したが援軍はやって来なかった。韋康は閻温を援軍の使者として城外に出したが、馬超に見つかり殺害されてしまった。色を失った韋康らが降参を考えるようになると、楊阜は涙を流してこれを諌めたが、聞き入れられなかった。結局、韋康らが城門を開いて馬超と和議を結ぼうとしたが、馬超は楊岳を冀城で軟禁する一方、楊昂に命じて韋康らを殺害させた。
このため、楊阜は馬超への復讐の機会を窺っていた。丁度、妻の葬儀があったため、これを理由として一時的に帰郷した。まず、歴城にいる姜叙と連絡をとり、姜叙とその母の前で無念の気持ちを述べたところ、姜叙の母は強く同情し、姜叙に楊阜の馬超打倒計画に参画するよう熱心に奨めた。趙昂や尹奉といった同郷人らや、武都の人々と連絡をとり、冀城の楊岳の元にも楊謨を送り計画を打ち明けた。安定の梁寛や南安の趙衢といった有力者も同心とした。
212年9月、楊阜は鹵城において姜叙と共に馬超打倒の兵を挙げた。馬超が直ちに楊阜を攻撃しようとしたが、かねての計画通り梁寛や趙衢らは冀城を襲撃し、楊岳の身柄を奪い返した上で、冀城を占拠した。
この反乱で、歴城にいた姜叙の母や馬超の人質となっていた趙月（趙昂と王異の子）が馬超に殺害され（皇甫謐『列女伝』）、さらに楊阜の一族7人が馬超によって殺され、楊阜自身も重傷を負った。214年春正月までには夏侯淵の援軍を得て、馬超を撃退し漢中に放逐し、馬超が冀城に留守として置いていた妻子一族を、全て処刑したという（「武帝紀」）。
隴右平定の功績により、曹操は11人の者を列侯した。曹操が楊阜を関内侯に封じようとしたが、楊阜は韋康らを守れず、馬超も殺害できなかった事を理由に辞退した。しかし、曹操が何度も位を与えようとしたため、遂に応じた。

### 蜀との争いと諌諍
215年の漢中討伐時に益州刺史（遥任）となり、帰還後は金城太守とされたが、その直後に武都太守に任命された。楊阜は、劉備が統治する益州との国境に近い地域である事も考慮して、法の厳格な適用に拘らない統治を心がけるよう要請した。
218年、劉備軍の張飛と馬超が下弁に攻め込むと、氐族らもそれに呼応し反乱を起こした。曹操は曹洪を送り馬超達を退却させた。曹洪は勝利を祝う宴会を開き、薄衣を身に付けた女性達に舞楽を行なわせた。同席していた諸将は笑い転げたが、楊阜だけが曹洪の不行跡を責めて退席した。曹洪は舞楽をやめさせ、楊阜に戻るよう願い出たため、その場は厳粛となったという。
劉備が漢中を取り下弁に再び迫ると、曹操は武都の地が遠方に孤立しているため、住民を京兆・扶風・天水へ移住させようとした。一万戸がこれに応じたが、これは楊阜のそれまでの統治が信頼を勝ち得ていたからであった。槐里城の西にある、小槐里城へ移住させた。
やがて、武都に赴任すること十数年、漠然ながら下々の民に悪事を起こさせないように行政を実施した。曹丕（文帝）は、劉曄などから武都太守の評判がいいことを聞いてこれを召し出そうとしたが、果たせぬまま急死した。
曹叡（明帝）の代になると中央に召され城門校尉となり、将作大匠・少府に昇進した。その間、曹叡に対して服装や素行、大規模な宮殿造営などの放漫な政治に対し、諫言や上奏を何度も行なった。曹真が蜀漢を征伐しようとしたが、雨で進軍できなくなった時には撤兵を進言したため、曹叡もそれに従った。
楊阜の諫言は、曹叡にいつも聞き入れられた訳ではなかったが、楊阜の忠義の心には曹叡もそれなりに心を動かされるものがあったという。
ある時、諫言が何度も聞き入れられなかったため、官を辞退したところ、聴許が得られない内に偶然死去したという。孫が後を継いだ。家には財産を遺さなかったという。

## 演義の楊阜
小説『三国志演義』では、馬超が冀城が攻めた時に、楊阜はよく城を防御した。しかし韋康は馬超の武勇を恐れ、楊阜の諫めを聴かずに降伏する。間もなく韋康が不忠者として馬超に殺害されると、楊阜は韋康に対する忠義を馬超から賞賛されて、そのまま馬超の家臣として召し抱えられている。この際、馬超は部下の一人に楊阜を殺害するよう進言されるが、受け入れなかった事になっている。

## 脚註
1. ↑   『読史方輿紀要』巻五十三より